# ゲッベルス家の子どもたち

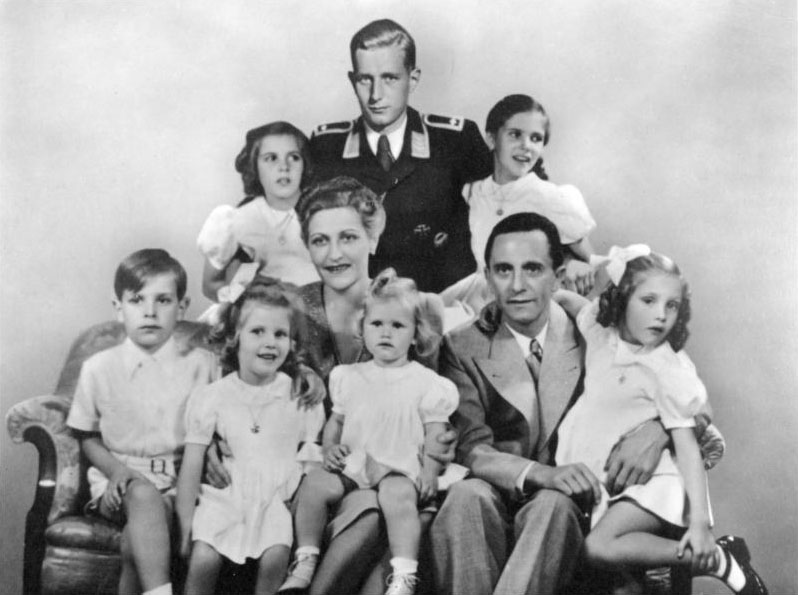
1942年のゲッベルス一家。
（後列）ヒルデガルト、ハラルト・クヴァント、ヘルガ（前列）ヘルムート、ヘートヴィヒ、マクダ、ハイドルーン、ヨーゼフ、ホルディーネ。
軍務に就いていたため同席できなかったハラルトの写真は合成されている。

ゲッベルス家の子どもたち（ゲッベルスけのこどもたち）は、ナチス・ドイツの国民啓蒙・宣伝相だったヨーゼフ・ゲッベルスと、妻マクダ・ゲッベルスの間に生まれた1男5女の6人きょうだいを指す。子どもたちは1932年から1940年にかけて生まれ、アドルフ・ヒトラーが死去した翌日の1945年5月1日にベルリンで両親によって殺害された。その後ゲッベルス夫妻は自殺した。
マクダには、前夫ギュンター・クヴァントとの間に生まれたハラルトという息子がいた。彼はゲッベルス夫妻と養子縁組をしていたが、両親と異父きょうだいが死亡した際は軍務で不在であったため、生き延びている。本項では、ハラルトについても取り上げる。

## 命名
全員の名前が「H」から始まることに対し、アドルフ・ヒトラーへの敬意だと考える者もいるが、この説を裏付けする証拠は存在しない。マクダが最初に結婚したギュンター・クヴァントは、最初の妻との間の子ども2人に「H」から始まる名前を付けているので、ここに由来する可能性もある。マクダの母親アウグステ・ベーレント (Auguste Behrend) もこの説を支持しており、彼女は子どもが生まれる度「H」から始まる名前を探すのが一家の無邪気な楽しみになっていたと証言している。

## 子どもたち

### ハラルト (Harald)

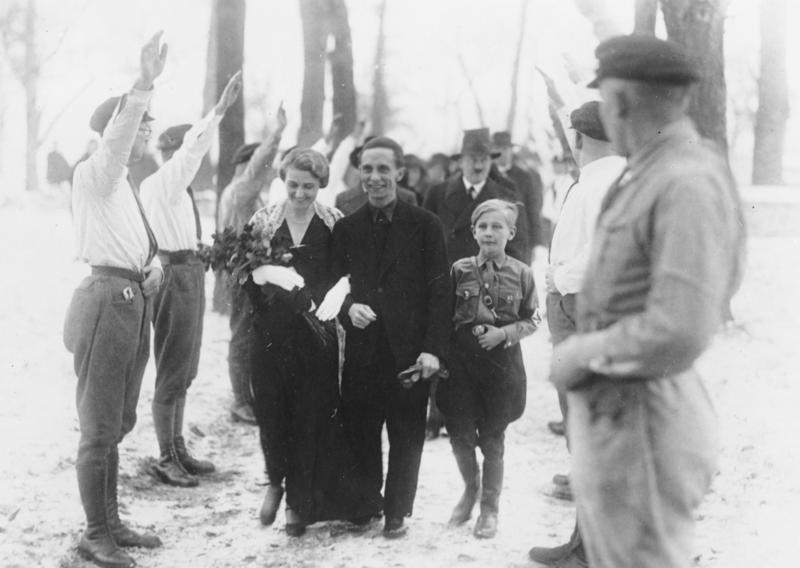
ドイツ少国民団の制服に身を包んだ10歳のハラルトが、母マクダとヨーゼフ・ゲッベルスの結婚式に出席する様子。後ろにはベストマンを務めたヒトラーの姿もある

マクダ・フリートレンダーは1921年1月4日に実業家のギュンター・クヴァントと最初の結婚をし、1921年11月1日に彼女にとって第1子となるハラルトを出産した。しかしその後クヴァント夫妻の婚姻関係は破綻し、1929年に離婚した。その後マクダは1930年9月1日にナチ党へ入党したが、当初はボランティア活動を行っており、熱心に政治活動に参加していたわけではなかった。マクダはその後、地方の支局からベルリンにある党本部へ移り、ゲッベルスの私的論文を任されることになる。マクダとヨーゼフが恋愛関係になるのは、1931年2月に友人たちと行った短期のヴァイマル旅行中のことだった。ふたりが結婚したのは1931年12月19日のことで、結婚式にはアドルフ・ヒトラーも出席した。
ハラルトは母とヨーゼフの結婚式に参加しただけでなく、養父との繋がりも示すことになった。時にはヨーゼフと共に集会に出席し、ヒトラーユーゲントの制服を着て「ヨーゼフおじさん」のそばに登壇したりした。ヨーゼフは大臣に就任した後、ハラルトとゲッベルス家で同居するために、マクダを離婚条項上の義務から解放するようギュンターへ要求し、それをうけてハラルトは1934年までにゲッベルス家へと完全に移住した。ヨーゼフは養子であるハラルトに対しても、実子同様に愛情を持って接したという。
その後ハラルトは、1940年にドイツ空軍に志願入隊して降下猟兵となり、クレタ島の戦いを皮切りに各地を転戦したが、1944年9月にイタリア戦線で重傷を負ってイギリス軍の捕虜となった。最終階級は空軍中尉であった。ハラルトは結果として、唯一第二次世界大戦を生き延びたマクダの子となった。1954年に実父ギュンターが死亡すると、クヴァント家の財産と事業を相続し、1950年代から60年代にかけ、彼は西ドイツ経済を引っ張る実業界の大物となる。ハラルトは1967年9月22日、イタリアで自家用機の事故により45歳で死亡したが、その際には妻と5人の子どもを遺すことになった。

### ヘルガ・ズザンネ (Helga Susanne)
ゲッベルス夫妻最初の子どもとなったヘルガは、1932年9月1日に生まれた。ヨーゼフは長女ヘルガを溺愛しており、オフィスから帰ってくると真っ直ぐ彼女のベッドに向かい、自分の膝に彼女を乗せるほどだった。ヘルガも「お父さんっ子」であり、マクダよりもヨーゼフに懐いていた。彼女は泣いたこともなく、「青い眼を輝かせながら」ナチ党の役人たちの言葉へ訳も分からないながらに耳を傾けるような素晴らしい赤ん坊だった、と報じられている。当時のドイツの子どもが大好きだったヒトラーが、夜遅くまで話し込みながらヘルガを自分の膝に乗せることも珍しくはなかった。ヒトラーの47歳の誕生日だった1936年4月20日には、彼女が妹ヒルデと共にヒトラーへ花を贈る様子が撮影されている。
ヘルガは殺害された時12歳であった。彼女の遺体には顔を中心に痣が認められ、殺害に使用されたシアン化合物カプセルを口に押し込まれた際に抵抗したことが示唆されている。

### ヒルデガルト・トラウデル (Hildegard Traudel)
1934年4月13日に生まれた次女ヒルデガルトは、「ヒルデ」"Hilde" の愛称で親しまれた。ヨーゼフは1941年の日記で、ヒルデのことを「小さなネズミ」"a little mouse" と評している。1936年のヒトラーの誕生日には、姉ヘルガと共にヒトラーへ花を贈った様子が写真に収められた。死亡時ヒルデは11歳であった。

### ヘルムート・クリスティアン (Helmut Christian)

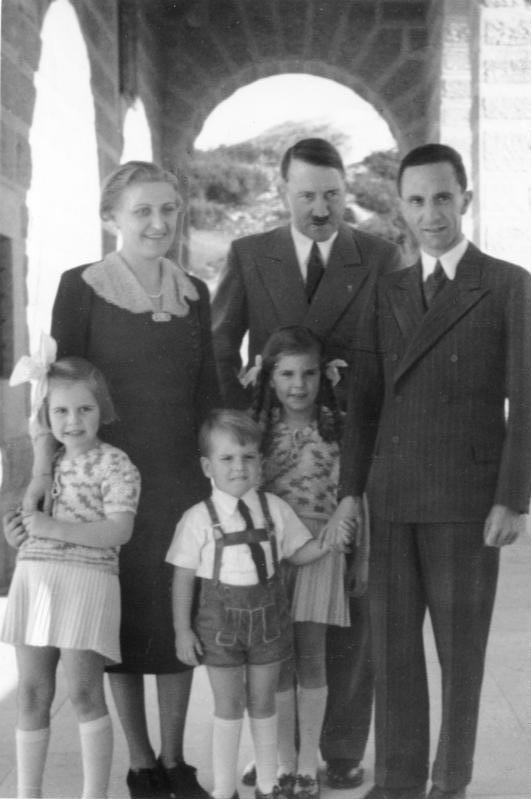
マクダ・ヨーゼフ夫妻と子どもたちが、1938年にオーバーザルツベルクのケールシュタインハウスへヒトラーを訪ねた時の写真。左からヒルデ（次女）、ヘルムート、ヘルガ（長女）

1935年10月2日に生まれたヘルムートは、ゲッベルス夫妻の間に生まれた子供で唯一の男子であった。彼は神経質で夢見がちなところがあると見なされており、父ヨーゼフは日記の中で、ヘルムートを指して「道化者」と書き残している。ヨーゼフは息子の通うランケ小学校の教師から、進級は難しいとの報告を受けて落胆したが、ヘルムートはその後母や家庭教師の激烈な教育に応え、進級を果たしたという。また、彼は歯列矯正を行っていた。
1945年4月26日、自宅を訪れたヒトラーの前で父ヨーゼフが書いた誕生日祝のスピーチを朗読したヘルムートは、姉ヘルガに父親を真似していると指摘されたが、逆に父こそ自分を真似しているのだと言い返したという。
1945年4月30日、ヘルムートは総統地下壕で負傷者の手当に当たっていた15歳の看護師ヨハンナ・ルーフ（Johanna Ruf）にちょっかいを出し、平手打ちされている。ルーフは後々になるまで、この少年がゲッベルス家の息子だと知らなかったという。後にヒトラーの秘書だったトラウデル・ユンゲは、子どもたちと総統地下壕にいて、ヒトラーが自殺する際の銃声を聞いたと述べている。ヘルムートはこの音を近くにあった迫撃砲のものと勘違いし、「的に命中だ！」と叫んだという。殺害の時、ヘルムートは9歳であった。

### ホルディーネ・カトリーン (Holdine Kathrin)
三女ホルディーネは1937年2月19日に生まれた。「ホルデ」(Holde) という愛称で呼ばれていたが、これは彼女を取り上げた医師のシュテッケル (Stoeckel) が「なんと可愛らしい！」("Das ist eine Holde!") と叫んだためである。マイスナーはホルデについて、子どもたちの中で「最もおとなしく」("least lively") 、他のきょうだいに「押しのけられた」("pushed aside") ところがあって多少なりとも悩みの種だったようだと述べている。父ヨーゼフはこれに対し、ホルデを自身のお気に入りにし、ホルデの側もこの献身に応えた。亡くなった時彼女は8歳であった。

### ヘートヴィヒ・ヨハナ (Hedwig Johanna)
1938年5月5日に生まれたヘートヴィヒは、もっぱら「ヘッダ」(Hedda) と呼ばれていた。1944年には、大きくなったら父ヨーゼフの副官であったギュンター・シュヴェーガーマンSS大尉と結婚すると息巻いていたが、これは彼が義眼であることに魅了されての出来事だった。ヘッダは死んだ時6歳だったが、7歳の誕生日のわずか4日前であった。

### ハイドルーン・エリーザベト (Heidrun Elisabeth)
末娘ハイドルーンは1940年10月29日に生まれたが、この日は父ヨーゼフの誕生日でもあった。彼女はチェコ人女優リダ・バーロヴァと父ヨーゼフの情事を経て、両親が和解した後にできた子どもだったため、「和解の子」と呼ばれたという。ヒトラーの護衛係であったローフス・ミシュは彼女を「小さなフラート」と表現し、総統地下壕では彼女と共にジョークを言い合うこともしばしばだったと述べている。彼女は「ハイデ」"Heide" の愛称で親しまれたが、殺害された時4歳であった。

## 家族の歴史

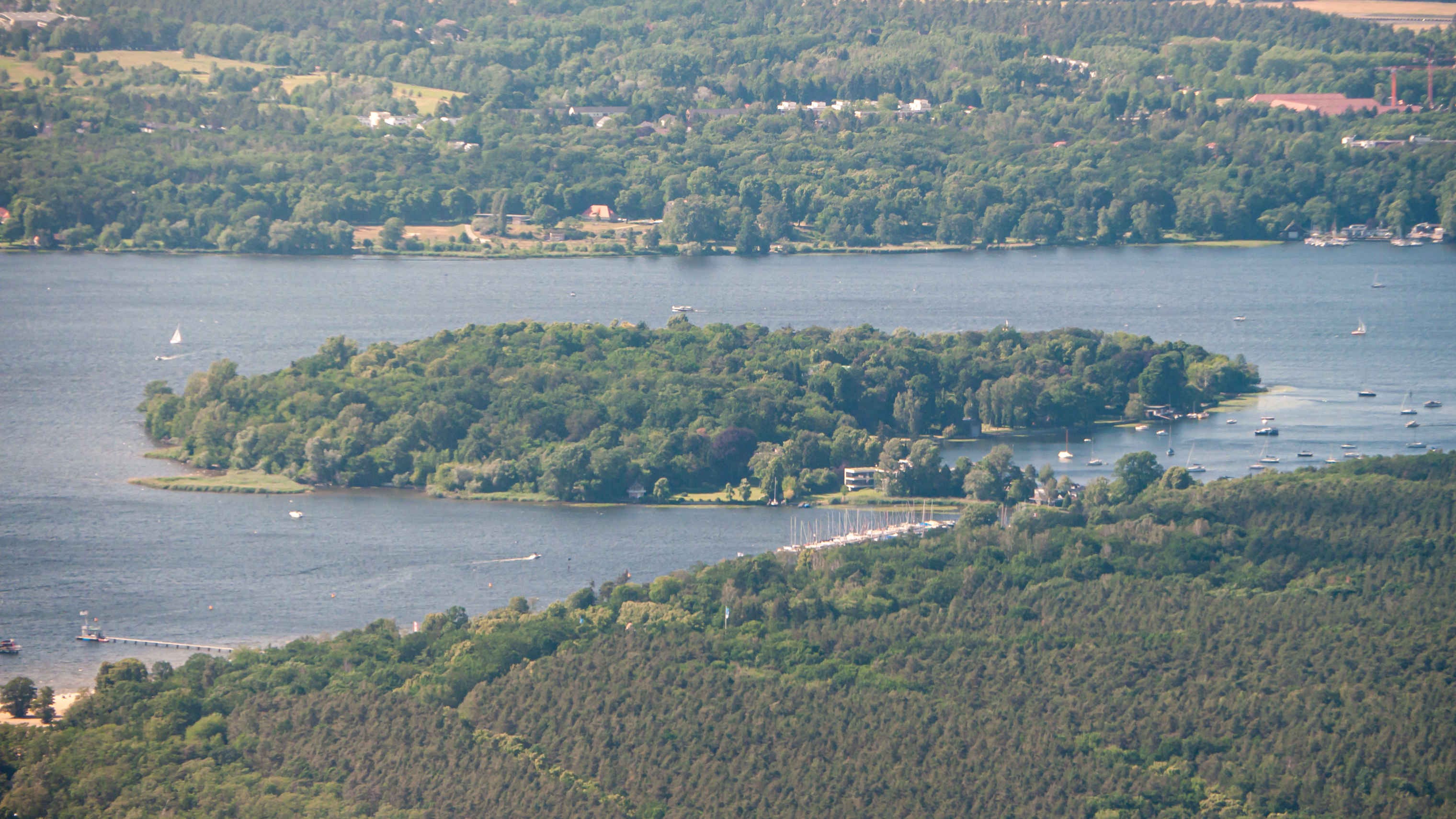
空撮したシュヴァーネンヴェルダー（2019年）。ハーフェル川の中州であり、「白鳥の森」という意味を持つ

1934年、自身と家族のプライバシーを求めたヨーゼフは、ハーフェル川の島シュヴァーネンヴェルダーの敷地内に壮大な屋敷を購入した。彼は合わせて、川で使うために「バルドゥル」号 (Baldur) と名付けたモーターヨットも購入した。ハラルトには1階の子ども部屋が与えられたが、ヘルガとヒルデは1つの部屋を分け合うことになった。子どもたちには庭で乗り回すように、ポニーに加えて小さな馬車まで与えられた。2年後、ヨーゼフは隣人の不動産を購入して庭を拡張し、自身の隠遁のために「砦」"citadel" を建設した。
その後、ヨーゼフの職権を受けたベルリン市は、彼の公邸としてランケ・アム・ボーゲンゼーに2軒目の湖畔の家を建設したが、この家は家族が週末を過ごす家として充分な大きさであった。ヨーゼフはその後、ボーゲン湖の反対岸に、大きな現代風の家を追加で建てている。
ゲッベルス夫妻の結婚は、1938年の晩夏にチェコ人女優リダ・バーロヴァとヨーゼフの情事が発覚したことで、大きな危機を迎える。この一件に関しては、自身の高官のひとりがスキャンダルにより離婚することなど望まないとヒトラー自ら取りなし、ヨーゼフにバーロヴァと別れるよう迫っている。この結果、ゲッベルス夫妻はこの年の9月までに停戦協定を結ぶに至った。この時点でも夫妻は別の諍いの種を抱えていたが、再びヒトラーが取りなし、夫妻が共にいるようにと丸め込んだ。ヒトラーは女優を追放すること、またマクダの作るであろう合理的条件をのんだ上で、今後も夫妻で公の場に出席するよう合意を取り付けた。マクダの付けた条件のひとつには、ヨーゼフはシュヴァーネンヴェルダーを訪れ、マクダの許可があってはじめて子どもたちに会えるという条項があった。また、翌年もマクダが離婚を望んでいるならば、ヒトラーはこれを認め、ヨーゼフを罪人として扱い、マクダはシュヴァーネンヴェルダー、子どもたちの親権、また相当な収入を得ることができるとされていた。ヨーゼフはこの合意を徹底的に遵守し、訪問の前にはいつでも許可を求め、マクダが不在の時は残念でならないと述べ、家族のお茶の席で彼女がいる時には、自分の席を優しく譲るほどだった。子どもたちは当時、誰ひとりとして両親が別居していることに気付かなかったようだと述べられている。

## メディアへの登場

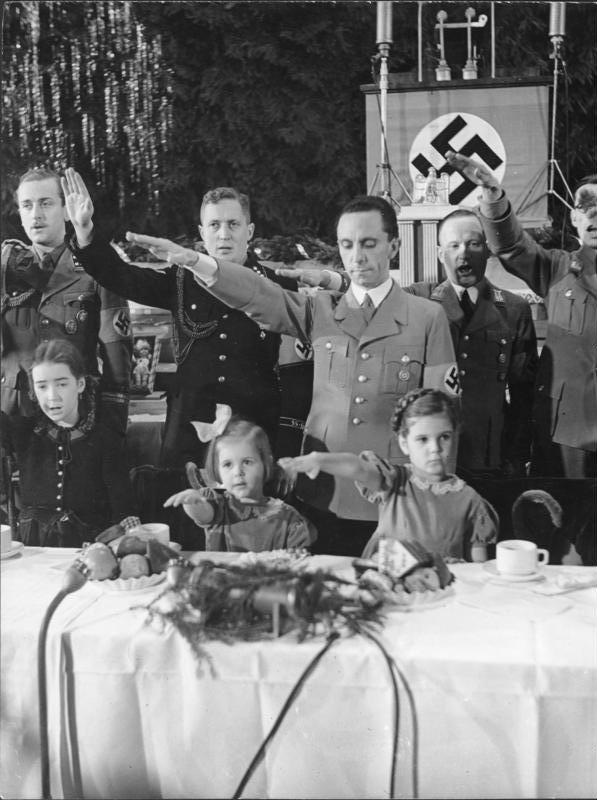
国歌斉唱中の父ヨーゼフと娘たち（中央はヒルデ、右はヘルガ）。1937年、ベルリンのザールバウ（the Saalbau、「ホール」の意味）で開かれたクリスマス祝賀会にて

1937年、ヘルガとヒルデは父と共にベルリン春季レガッタ (the Berlin Frühjahrsregatta) に出席し、この様子が写真に収められた。
また1939年には、障害児の安楽死を掲げたT4作戦のプロパガンダ映画において、ヨーゼフが隠しカメラで撮影した子どもたちの映像が、障害児の「健康な」対照として用いられた。1942年の間、子どもたちは34回にわたって週間ニュース映画に登場し、彼らの生活や、母マクダを助ける様子、父ヨーゼフ45歳の誕生日に庭で遊んだり歌ったりする様子が流された。この年の10月、ヨーゼフは「ドイツニュース映画会社」("German Newsreel Company") からの贈り物として、子どもたちが遊んでいる様子を映した映画を受け取っている。
1943年2月18日、ヨーゼフは彼の演説として最も有名な総力戦演説を行ったが、この時母マクダと共にヘルガとヒルデが写真に収められている。

## 最後の日々

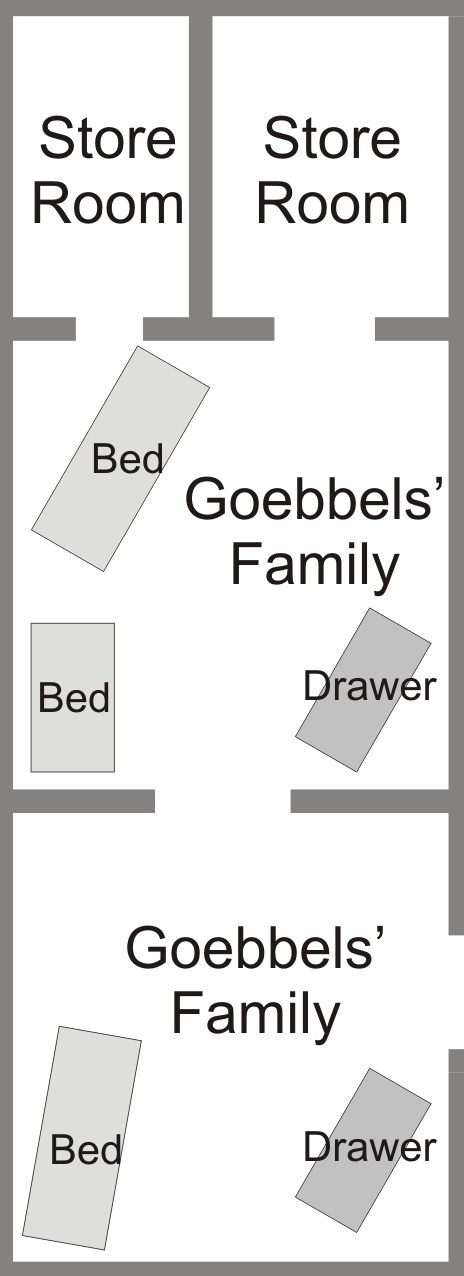
「フォアブンカー」での部屋取り計画

赤軍の手は1945年1月終わりの段階ですぐ近くまで迫っており、ヨーゼフは家族でランケの地所から比較的安全なシュヴァーネンヴェルダーに移ることを指示した。子どもたちはすぐに東から鳴る大砲の音を耳にするようになり、どうして雨が「雷」の後に続かないのか不思議に思っていたという。
赤軍がベルリン郊外に達する直前の1945年4月22日、ヨーゼフは子どもたちをフォアブンカーに移したが、この建物は更に下方の総統地下壕と続いており、ベルリン中心部にあった総統官邸の庭の地下に掘られていた。ヒトラーとごくわずかな側近だけが総統地下壕に留まり、ここからベルリンの防御を果たすべく指揮していた。親衛隊 (SS)の将軍カール・ゲープハルトは子どもたちをヨーゼフと共に市外へ逃がしたいと求めていたが、この考えは放棄された。
ベルント・フライターク・フォン・ローリングホーフェンの証言によれば、子どもたちは「悲しんでいた」("sad") とのことだが、看護師として地下壕で多くの時間を共にしたエルナ・フレーゲルは、子どもたちが「魅力的」で「誰もみんな相手を楽しくさせてくれる」存在だったと述べている。子どもたちは地下壕でヒトラーの犬ブロンディと遊んでいたと記録されており、全員が1室で寝起きした。多くの報告書から、部屋には3つの独立した2段ベッドがあったと推測されるが、ヒトラーの秘書だったトラウデル・ユンゲは2つしかなかったと主張していた。子どもたちは地下壕の中で斉唱していたと言われ、ヒトラーや負傷したローベルト・フォン・グライムの前でこれを披露したほか、パイロットだったハンナ・ライチュの指揮で遊び歌を歌ったこともあったという。ユンゲは同年4月30日にヒトラーとエーファ・ブラウンが自殺した際、子どもたちと共にいたと述べている。またユンゲは、ヒトラーの後追い自殺を決意した後のマクダは子どもたちを見ては泣き出す有様で、ユンゲが子どもたちの面倒を見ていたと述べている。

## 無理心中
侵攻してきたソビエトの赤軍が残虐行為や強姦に及んでいるという噂がベルリンを駆け巡り、総統地下壕の中ではソビエトによる辱めや罰から逃れるための自決が盛んに話し合われるようになった。ヨーゼフはヒトラーの遺言に追伸を追加し、ベルリンを脱出せよという命令には従わず、「人間性と個人的忠誠心のために」("For reasons of humanity and personal loyalty") この場所に留まることを宣言した。さらに、妻マクダと子どもたちも、ベルリン脱出を拒み、地下壕での死を決心したヨーゼフを支援した。彼は後に、子どもたちが自分の考えを口に出せるほど成長していれば、自決の決心を支持してくれるだろうと述べている。パイロットのハンナ・ライチュ（4月29日に地下壕を脱出）と秘書のトラウデル・ユンゲ（5月1日脱出）が、地下壕に留まった人々から外界の人々への手紙を運ぶことになった。この中には、マクダが連合国側の捕虜収容所にいたハラルトへ宛てた手紙も含まれていた。ハラルトはこの時ベンガジで捕らえられていた。
翌日、ゲッベルス夫妻は親衛隊の歯科医ヘルムート・クンツを呼び、6人の子どもたちにモルヒネを投与して意識を失わせ、口の中にシアン化物のアンプルを入れようとした。クンツの後の証言によれば、彼は子どもたちにモルヒネを投与したが、シアン化物を口に入れたのは母マクダと親衛隊中佐でヒトラーの個人的主治医も務めていたルートヴィヒ・シュトゥンプフェッガーであった。クンツの証言によれば、子どもたちは1部屋に集められており、最初にヘルガ、次いでヘルムート、そして残りの子どもたちにモルヒネを投与したという。
クンツによる証言は、別の文献では、クンツがマグダに子どもたちを赤十字の保護下におくよう進言したが、マグダに却下される。また、クンツは当初は自分が子どもたち全員にモルヒネとシアン化物の投与を行なったと証言していたが、後にルートヴィヒ・シュトゥンプフェッガーがこれらを行なったと証言を変えた。
地下壕で電話・ラジオ操作手を務めていたローフス・ミシュは、ヴェルナー・ナウマンから、シュトゥンプフェッガーが子どもたちへ「甘い」("sweetened") 何かを飲ませるところを目撃したと聞かされたことを証言している。ミシュはマクダの子どもたち殺害にシュトゥンプフェッガーが手を貸していたとも述べている。別の証言では、この朝子どもたちはベルヒテスガーデンに行くのだと聞かされ、シュトゥンプフェッガーは、子どもたちを鎮静させるためのモルヒネをマクダに渡すよう言われていたとされている。看護師だったエルナ・フレーゲルは、モルヒネ注射前にマクダから子どもたちへ、地下壕生活が長くなるので予防接種が必要なのだと述べて安心させていたと証言した。ヒトラーの運転手であった、エーリヒ・ケンプカは、シュトゥンプフェッガーからゲッベルスの子どもたちの死亡前後の話を聞いており、シュトゥンプフェッガーはゲッベルスから効き目の早い毒薬を注射してほしいと頼まれたが、ゲッベルスの子どもたちを殺しておらず、総統地下壕に避難してきた別の医師が殺したと証言している。文筆家のジェームズ・P・オドンネルは、シュトゥンプフェッガーが子どもたちへの薬物投与に関与していた可能性は高いが、マクダが自分で子どもたちを殺害したのだろうと結論付けている。彼はシュトゥンプフェッガーがこの翌日に死亡した格好の標的であることから、目撃者たちが子どもたちの死をシュトゥンプフェッガーのせいにしたのだろうと推測している。加えて、オドンネルが記録しているように、シュトゥンプフェッガーは子どもたちの死という責務を負うには興奮しすぎていた可能性がある。
マクダは、少なくとも1ヶ月前から子どもたちの殺害について熟考し話し合っていた様子である。戦後、前夫ギュンター・クヴァントの義理の姉妹にあたるエレアノーレ (Eleanore) はマクダから、自分の子どもたちには、父親が今世紀最大の犯罪のひとつを推し進めた人物だと聞きながら育ってほしくはない、それよりは転生の方が子どもたちにとってよっぽどいい未来だろうと聞かされたと回想している。
マクダは、アルベルト・シュペーアなど周囲から子どもをベルリンの外へ逃がすよう薦められても頑として聞き入れなかった。子どもたちは差し迫る危険に気付いていないようだったが、長女のヘルガだけが、大人たちが戦争の成り行きについて彼女に嘘をついていることに気付いているようで、彼らに何が起こっているのか聞いてきたという。ミシュは生存している子どもたちを目撃した最後の人物のひとりであった。ミシュの仕事場にあったひとつの机を囲むように座った子どもたちは、全員ナイトガウンを着て寝支度をしているようで、母マクダは彼らの髪をとかしてキスをしていた。末娘のハイデはテーブルによじ登っていた。ミシュがきょうだいの中で最も素晴らしいと讃えていたヘルガは、最後の夜を前に「さめざめと泣いていて」("crying softly") 憂鬱そうな表情だった。ミシュはヘルガが母親をほとんど好いていないようだと感じた。マクダはフォアブンカーへ繋がる階段へとヘルガをせき立てた。扁桃炎で首にスカーフを巻いていた4歳のハイデは、振り返ってミシュを見てくすくす笑い、母や上のきょうだいが上階から呼ぶ直前に、からかうように「ミシュ、ミシュ、お前は魚だよ」"Misch, Misch, du bist ein Fisch." と話した。ミシュは後に、何が起ころうとしているのか疑問に思ったこと、引き止めなかったことをいつまでも後悔していることを明かしている。翌日ソビエト軍が地下壕へ侵入した際、寝間着姿の子どもたちの遺体は（娘たちは髪にリボンを付けていた）、彼らが殺された2段ベッドの中で見つかった。ソビエトが行ったヘルガの検死では、「複数の黒・青痣」("several black and blue bruises") が記録されており、ヘルガが起きていて殺害者に抵抗したことが示唆されている。検死写真では、顔がひどく痣だらけだったことから、口にシアン化物のカプセルが挿入される際に、ヘルガが抵抗してできたものだろうと推測されている。ヘルガは顎が破壊されているほどだった。

## 余波
1945年5月3日、イワン・クリメンコ中佐 (Lt. Col. Ivan Klimenko) 率いるソビエト軍は、中庭で焼かれたゲッベルス夫妻の遺体、地下のフォアブンカーで寝間着姿の子どもたちを見つけた。海軍中将ハンス＝エーリヒ・フォスが面通しのために総統官邸の庭に連れて来られたほか、ヨーゼフの宣伝省の最高幹部のひとりであったハンス・フリッチェも遺体確認をさせられた。彼らの遺体はソビエトの医師による検死・死因審問のためベルリンのブッハウ墓地 (the Buchau Cemetery) に運ばれた。何度も試みたにもかかわらず、子どもたちの祖母に当たるアウグステ・ベーレント（マクダの母親）ですら、遺体に何がされたのか知ることはなかった。その後、ゲッベルス一家、ヒトラー、エーファ・ブラウン、ハンス・クレープス、ヒトラーの飼い犬ブロンディの遺体は、繰り返し埋めたり掘り起こされたりされた。最後の埋葬は、マクデブルクにあったスメルシの施設内で1946年2月21日のことだった。1970年、KGBの議長だったユーリ・アンドロポフの指示により、遺体は破壊された。1970年4月4日、KGBのチームは詳細な埋葬図を用いて、マクデブルクのスメルシの施設で5つの木箱を掘り出した。箱に収められていた遺体は燃やして破壊され、エルベ川の支流であるビーデリッツ川 (Biederitz) に散骨された。
2005年、ローフス・ミシュがゲッベルス家の6人の子どもを記念したプラークを設置するよう呼びかけたことから、論争が巻き起こる。批評家たちは、ナチの指導者の子どもたちを讃えることで、ホロコーストの犠牲者の記憶が傷付けられるのではないかと危惧した。ミシュは、両親の犯罪はさておき子どもたちは無実であったのだから、両親同様に犯罪者として扱うのは不適切で、戦時中の他の犠牲者と同様に殺害されたのだと主張した。

## ポピュラー・カルチャーにおいて
1988年にブラッド・リナウィーヴァーが発表した歴史改変SF "Moon of Ice" では、ドイツが 第二次世界大戦に勝利した世界を描き、生き延びて大人になった次女ヒルデが父に反逆して無政府主義者となって、ハンス・ヘルビガーの説いた宇宙氷説を取り込んだ、ナチスの黙示録的野望が書かれたゲッベルスの犯罪日記を世に出すと脅迫する筋書きになっている。リナウィーヴァーはこの作品でプロメテウス賞を受賞した。
ドイツ人作家マルセル・バイアーが1995年に発表した歴史フィクション "Flughunde"（『大蝙蝠』の意味、英題："The Karnau Tapes"）は、長女ヘルガと架空の人物ヘルマン・カルナオ (Hermann Karnau) の視点に立って描かれている。この作品は日本でも『夜に甦る声』として訳本が出版された。2017年にユーリ・ラスト (Ulli Lust) が発表したグラフィック・ノベル "Voices in the Dark" は、この『夜に甦る声』を下敷きにしている。
2004年の映画『ヒトラー 〜最期の12日間〜』では、アリネ・ゾーカー (Aline Sokar) が長女ヘルガ、シャルロッテ・シュトイバー (Charlotte Stoiber) が次女ヒルデ、グレゴリー・ボーライン (Gregory Borlein) がヘルムート、ラウラ・ボーライン (Laura Borlein) が三女ホルデ、ユリア・バウアー (Julia Bauer) が四女ヘッダ、アメリエ・メンゲス (Amelie Menges) が五女ハイデを演じた。この映画では、ルートヴィヒ・シュトゥンプフェッガーが子どもたちを眠りに就かせる経口薬を与えた後、マクダ自ら毒殺に関わり、シアン化物のカプセルを口の中で壊したという筋書きを取った（子どもたちはモルヒネの注射を受けたと言われている）。劇中、他の子どもたちは薬を喜んで飲む中、長女ヘルガだけが母とシュトゥンプフェッガーの指示に抵抗しようとする様子が描かれる。
2005年のドキュメンタリー "The Goebbels Experiment" は、ルッツ・ハッハマイスター監督・ケネス・ブラナーナレーションで制作され、映画の最初と最後にアーカイブ映像が流される。2010年にエマ・クレイギー (Emma Craige) が発表した歴史改変SF "Chocolate Cake with Hitler" では、ヘルガの目を通して地下壕で過ごした子どもたちの最後の日々が綴られる。ユゼフ・ヘンによる2011年の小説 "Szóste najmłodsze"（「6番目、最も年下の」の意味）では、末娘ハイデがベルリンの通りで生きて見つかったという物語である。同じ年にトレイシー・ローゼンバーグ (Tracey Rosenberg) が発表したヤングアダルト向けの歴史改変SF "The Girl in the Bunker" は、ヘルガを主人公に子どもたちが地下壕で過ごした最後の日々が描かれる。
2017年にフランスで制作されたドキュメンタリー "Magda Goebbels" では、母マクダの人生を描く過程で子どもたちがプロパガンダ用のニュース映画に登場していたことも取り上げられたが、この作品はNHKで『ナチスのファースト・レディー』として放送された。